# The Very Best of Deep Purple
The Very Best of Deep Purple è una compilation del gruppo rock britannico Deep Purple, pubblicato nel 2000.

## Tracce
Tutte le tracce sono state scritte da Ritchie Blackmore, Ian Gillan, Roger Glover, Jon Lord e Ian Paice, eccetto dove indicato.
1. Hush (Joe South) – 4:26
2. Kentucky Woman (Edited mono single version; Neil Diamond) – 4:14
3. Black Night – 3:27
4. Speed King (US album version) – 4:21
5. Child in Time – 10:19
6. Strange Kind of Woman (US album version) – 4:02
7. Fireball – 3:24
8. Demon's Eye – 5:20
9. Highway Star – 6:09
10. Smoke on the Water – 5:41
11. Space Truckin' – 4:34
12. Woman from Tokyo – 5:49
13. Burn (Blackmore, David Coverdale, Paice, Lord) – 6:01
14. Stormbringer (Blackmore, Coverdale) – 4:08
15. Knocking at Your Back Door (Blackmore, Gillan, Glover) – 7:07

## Formazione
- Ritchie Blackmore - chitarra
- Ian Gillan - voce
- Roger Glover - basso
- Ian Paice - batteria
- Jon Lord - organo, tastiera, cori (tracce 1 e 2)
- Rod Evans - voce (1-2)
- Nick Simper - basso, cori (1-2)
- David Coverdale - voce (13-14)
- Glenn Hughes - basso, voce (13-14)